# Verbandsgemeinde Traben-Trarbach
La comunità amministrativa di Traben-Trarbach (Verbandsgemeinde Traben-Trarbach) si trova nel circondario di Bernkastel-Wittlich nella Renania-Palatinato, in Germania.
È stata costituita il 1º luglio del 2014 unendo i comuni delle soppresse comunità di Kröv-Bausendorf e di Traben-Trarbach, pur essendo omonima della pre-esistente comunità amministrativa è un ente di nuova costituzione.

## Comuni
Fanno parte della comunità amministrativa i seguenti comuni:
| Comune, città                    | Sup. (km²) | Abitanti |
| -------------------------------- | ---------- | -------- |
| Bausendorf                       | 11,86      | 1 379    |
| Bengel                           | 27,47      | 830      |
| Burg (Mosel)                     | 3,37       | 356      |
| Diefenbach                       | 1,42       | 83       |
| Enkirch                          | 25,43      | 1 395    |
| Flußbach                         | 6,86       | 429      |
| Hontheim                         | 24,78      | 784      |
| Irmenach                         | 16,38      | 637      |
| Kinderbeuern                     | 5,56       | 1 021    |
| Kinheim                          | 9,07       | 797      |
| Kröv                             | 14,74      | 2 198    |
| Lötzbeuren                       | 10,20      | 462      |
| Reil                             | 12,13      | 950      |
| Starkenburg                      | 1,52       | 231      |
| Traben-Trarbach, città           | 31,35      | 5 591    |
| Willwerscheid                    | 2,46       | 59       |
| Verbandsgemeinde Traben-Trarbach | 204,60     | 17 202   |

(Abitanti al 31 dicembre 2021)